# 哈斯曼
哈斯曼，马来西亚政治人物，国阵巫统籍，前雪兰莪州议会摩立议员 。

## 政治生涯
2008年3月8日，哈斯曼于马来西亚第12届全国大选中胜出，当选为雪兰莪州议会摩立州议员。